# Lycosa sigridae
Lycosa sigridae är en spindelart som först beskrevs av Embrik Strand 1917.  Lycosa sigridae ingår i släktet Lycosa och familjen vargspindlar. Inga underarter finns listade i Catalogue of Life.